# YTSステーションEYE
『YTSステーションEYE』（ワイティーエス ステーションアイ）は、1993年4月1日から1997年9月28日まで山形テレビで放送されていた夕方のローカルニュース番組である。
番組前半ではテレビ朝日発の全国ニュースを、後半では山形県のローカルニュースを中心に伝えていた。
前番組は、テレビ朝日発の全国ニュースではなくフジテレビ発の『FNNスーパータイム』をネットしていた『YTSニュース スーパータイム』である。これは、当時山形テレビがフジテレビ系列に属していたことに起因する。

## キャスターの変遷
| 期間      | 期間      | メインキャスター | メインキャスター | メインキャスター                  |
| 期間      | 期間      | 月曜日 - 金曜日  | 月曜日 - 金曜日  | 土曜日・日曜日                    |
| 期間      | 期間      | 男性             | 女性             | 土曜日・日曜日                    |
| --------- | --------- | ---------------- | ---------------- | --------------------------------- |
| 1993.4.1  | 1995.3.31 | 山田基行         | 鈴木千尋         | （シフト勤務）                    |
| 1995.4.1  | 1996.3.31 | 田島義彦         | 佐藤祐子         | 山田基行（隔週） 天池眞樹（隔週） |
| 1996.4.1  | 1997.3.30 | 田岡明           | 佐藤祐子         | （シフト勤務）                    |
| 1997.3.31 | 1997.9.28 | （放送終了）     | （放送終了）     | （シフト勤務）                    |

## 放送時間
| 期間     | 期間      | 放送時間 (JST) | 放送時間 (JST)  | 放送時間 (JST) |
| 期間     | 期間      | 月曜日         | 火曜日 - 金曜日 | 土曜日・日曜日 |
| -------- | --------- | -------------- | --------------- | -------------- |
| 1993.4.1 | 1995.4.2  | 17:59 - 19:00  | 17:59 - 19:00   | 17:30 - 18:00  |
| 1995.4.3 | 1996.3.31 | 17:55 - 19:00  | 17:55 - 19:00   | 17:30 - 18:00  |
| 1996.4.1 | 1997.3.30 | 17:00 - 19:00  | 17:55 - 19:00   | 17:30 - 18:00  |
| 1997.4.5 | 1997.9.28 | （放送終了）   | （放送終了）    | 17:30 - 18:00  |